# Dotson-Schelfeis
Koordinaten: 74° 24′ S, 112° 22′ W

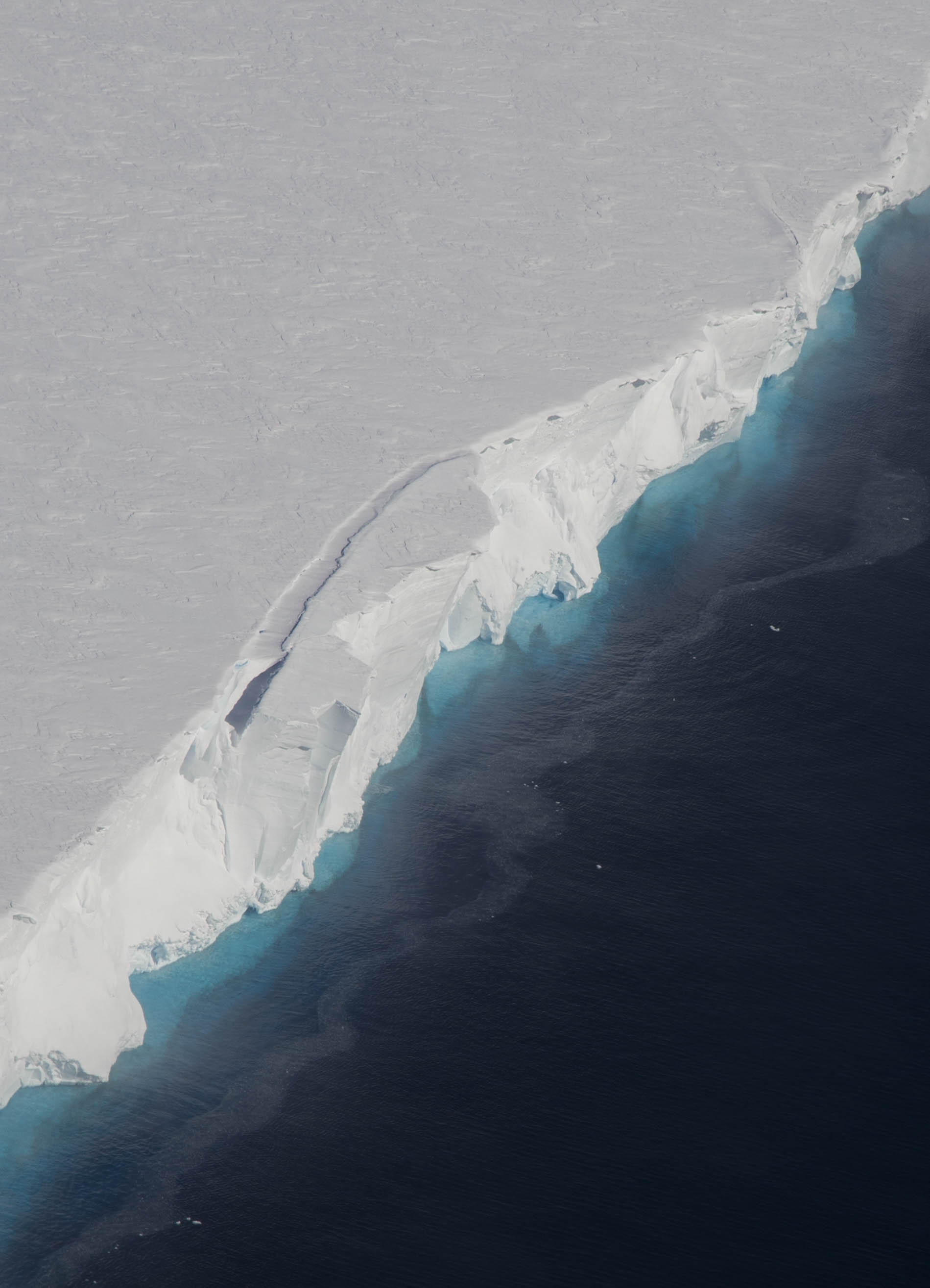
Dotson-Schelfeis

Das Dotson-Schelfeis ist ein rund 50 km breites Schelfeis vor Walgreen-Küste des westantarktischen Marie-Byrd-Lands. Es liegt zwischen der Martin- und der Bear-Halbinsel.
Der United States Geological Survey kartierte es anhand von Luftaufnahmen der Operation Highjump (1946–1947) vom Januar 1947. Das Advisory Committee on Antarctic Names benannte es 1967 nach William A. Dotson, diensthabender Offizier der Eiserkundungseinheit in der ozeanografischen Abteilung der United States Navy, der am 27. November 1964 durch einen Flugzeugabsturz während eines Diensteinsatzes in Alaska ums Leben gekommen war.